# Lychnographa
Lychnographa là một chi bướm đêm thuộc họ Geometridae.